# Deutsche Rennsport Meisterschaft
Il Deutsche Rennsport Meisterschaft, abbreviato con l'acronimo DRM, è stato un campionato automobilistico per vetture turismo organizzata in Germania dal 1972 al 1985, come massima serie nazionale tedesca in sostituzione del Deutsche Rundstrecken Meisterschaft (soppresso nel 1971) e antesignano del successivo Deutsche Tourenwagen Masters nato nel 1984.

1000 km di Imola 1984, gara valida per il DRM

## Storia
Nei primi anni del DRM, venivano impiegate auto da turismo modificate secondo le regole del Gruppo 2.

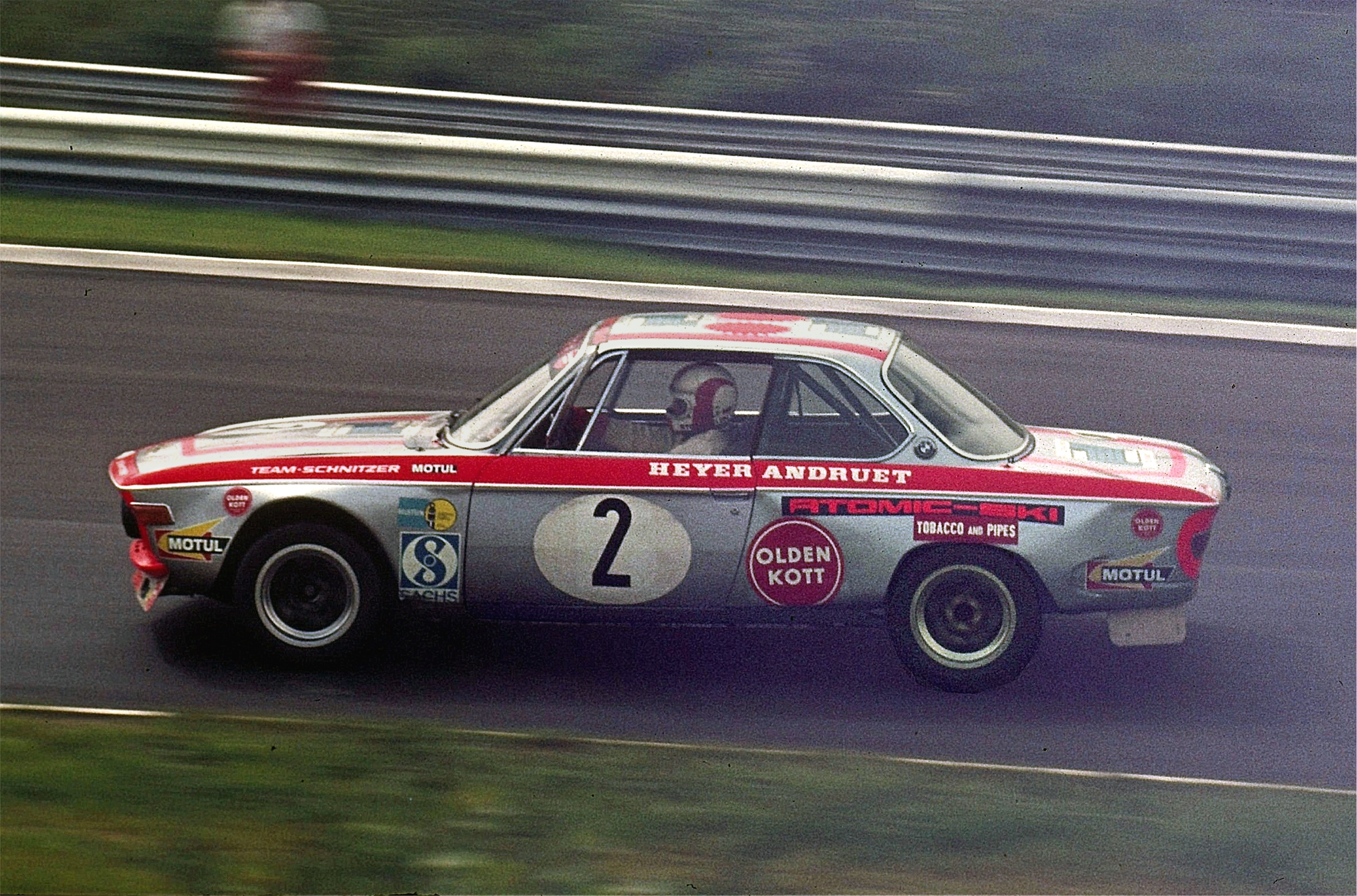
6 ore del Nürburgring 1972, gara valida per il DRM

C'erano due categorie raggruppate in due divisioni:
- Divisione 1, con cilindrata da 2000 fino a 4000 cm³, dove correvano tipicamente le BMW 3.0 CSL, Ford Capri RS 2600, Porsche 911 S/Carrera RSR.
- Divisione 2, con cilindrata fino a 2000 cm³, dove correvano tipicamente le Ford Escort RS e BMW 2002.

Nei primi cinque anni, il titolo iridato venne vinti dai piloti Ford, tra cui va ricordato Hans-Joachim Stuck. Occasionalmente presero parte al DRM anche piloti di Formula 1 come Rolf Stommelen e Jochen Mass o da rally come Walter Röhrl.

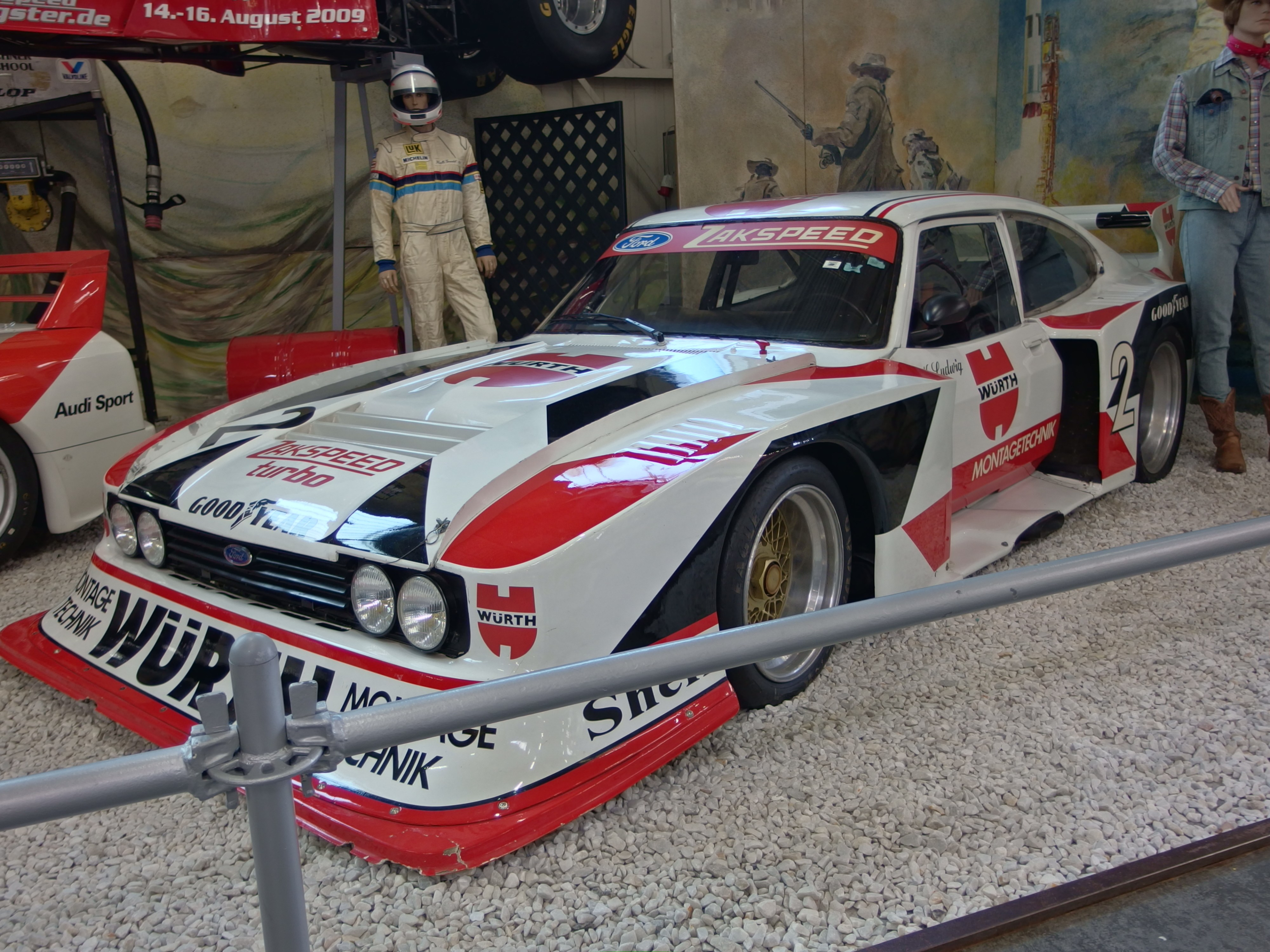
Ford Capri Turbo con cui Ludwig vinse il campionato 1981

Nel 1977 le auto da turismo furono omologate secondo le regole del Gruppo 5, che permettevano più modifiche ed erano per lo più equipaggiate con motori turbo. Rimaneva la suddivisione in due categorie, dove nella divisione 1 c'erano le Porsche 935 e Ford Capri Turbo, mentre nella divisione 2 le Ford Escort Turbo e BMW 320i Turbo. Nel 1982 venne nuovamente cambiato il regolamento, con l'introduzione di vetture omologate nel Gruppo C. Nel 1985 il campionato venne soppresso, in favore del DTM.

## Albo d'oro
| Stagione | Pilota             | Squadra              | Vettura                      |
| -------- | ------------------ | -------------------- | ---------------------------- |
| 1972     | Hans-Joachim Stuck | Zakspeed Racing      | Ford Capri RS                |
| 1973     | Dieter Glemser     | Zakspeed Racing      | Ford Escort                  |
| 1974     | Dieter Glemser     | Zakspeed Racing      | Ford Escort                  |
| 1975     | Hans Heyer         | Zakspeed Racing      | Ford Escort                  |
| 1976     | Hans Heyer         | Zakspeed Racing      | Ford Escort                  |
| 1977     | Rolf Stommelen     | Georg Loos           | Porsche 935                  |
| 1978     | Harald Ertl        | Schnitzer Motorsport | BMW 320i Turbo               |
| 1979     | Klaus Ludwig       | Kremer Racing        | Porsche 935 K3               |
| 1980     | Hans Heyer         | Lancia Corse         | Lancia Beta Montecarlo Turbo |
| 1981     | Klaus Ludwig       | Zakspeed Racing      | Ford Capri Turbo             |
| 1982     | Bob Wollek         | Joest Racing         | Porsche 936                  |
| 1983     | Bob Wollek         | Joest Racing         | Porsche 956                  |
| 1984     | Stefan Bellof      | Brun Motorsport      | Porsche 956B                 |
| 1985     | Jochen Mass        | Joest Racing         | Porsche 956                  |